# 家族の食卓
『家族の食卓』（かぞくのしょくたく）は、『ビッグコミック』（小学館）に掲載されていた柴門ふみの漫画作品。10代から30代の若い夫婦が、出産や子育てなどでもがき、苦しみながらも愛を紡いでいく姿を、当事者の一人として応援しながら見守るようなスタンスで描いた作品。一貫した主人公はおらず、巻ごとに連作中編、もしくは短編の形を採っている。単行本は全3巻（小学館ビッグコミックス、1991年 - 1998年）。1992年、1993年、1995年にテレビドラマが放映された。

## 漫画

### 第1巻
- 第1話 家族の食卓
- 第2話 パパ、だっこ!!
- 第3話 進級テスト
- 第4話 日曜の約束
- 第5話 二人でランチ
- 第6話 娘の器量
- 第7話 父帰る
- 第8話 おかあさんについて
- 第9話 婚家の人々
- 第10話 トランプの家[前編]
- 第10話 トランプの家[中編]
- 第12話 トランプの家[後編]
- 第11話 エンジェルの棲み家[前編]
- 第11話 エンジェルの棲み家[後編]

### 第2巻
- 第1話 幸福の時間割
- 第2話 引越しの日
- 第3話 交換日記
- 第4話 ママ!こっち向いて
- 第5話 ママは不機嫌
- 第6話 パパ、早く帰ってね
- 第7話 私の息子
- 第8話 鈴木家の夕食
- 第9話 娘のひみつ
- 第10話 笑って!パパ
- 第11話 運動会
- 第12話 夏期講習
- 第13話 葬儀の日
- 第14話 昨日の日曜日
- 第15話 日曜参観
- 第16話 手品
- 第17話 妻の入院
- 第18話 シスターズ[前編]
- 第18話 シスターズ[後編]
- 第19話 子供の産まれる日

### 第3巻
- 第1話 家族の匂い
- 第2話 別れた女房
- 第3話 36歳独身
- 第4話 私の居る場所
- 第5話 おもちゃのチャチャチャ
  - Part1.内藤家の場合
  - Part2.中原家の場合
  - Part3.佐竹家の場合
- 第6話 十年たてば
- 第7話 転勤辞令
- 第8話 学芸会
- 第9話 記念写真
- 第10話 妻が勤める日
- 第11話 慶弔一致
- 第12話 母の恋
- 第13話 同窓会
- 第14話 単身赴任
- 第15話 オペラの夜
- 第16話 家庭経営
- 第17話 八年目のデート

## テレビドラマ
フジテレビ系「新春ドラマスペシャル」枠で放送。

### 92新春ドラマスペシャル
（1992年1月3日放送） 
- 「進級テスト」／陣内孝則、秋吉久美子、内藤剛志
- 「トランプの家」／大竹しのぶ、中井貴一、大野紋香、大路恵美、柳葉敏郎
- 「二人でランチ」／浅野ゆう子、風間杜夫、田中健

### 93新春ドラマスペシャル
（1993年1月3日放送） 
- 「天子の梯子」／浅野温子、渡瀬恒彦
- 「妻の入院」／田原俊彦、賀来千香子、寺脇康文
- 「シスターズ」／松坂慶子、石田純一、浅田美代子、鶴田真由

### 95新春ドラマスペシャル
- 「おもちゃのチャチャチャ」／浅野ゆう子、小堺一機、手塚理美、田中健、石野真子、水野真紀、大野麻那
- 「単身赴任」／岩城滉一、岸本加世子、佐藤B作、阿知波悟美、小木茂光、杉田真愛

| スタブアイコン | サブスタブ | この項目は、まだ閲覧者の調べものの参照としては役立たない、テレビ番組に関連した書きかけの項目です。この項目を加筆・訂正などしてくださる協力者を求めています（P:テレビ/PJ:放送または配信の番組）。 |